# Roberto Zanetti (musicologo)
Roberto Zanetti (Bologna, 11 marzo 1938 – Camaiore, 22 settembre 2024) è stato un critico musicale, musicologo e docente italiano.

## Biografia
Contestualmente agli studi classici a Bologna, si è formato al Conservatorio "G.B. Martini" di Bologna e al Conservatorio "G. Nicolini" di Piacenza, diplomandosi in pianoforte con Gherardo Macarini Carmignani e proseguendo poi gli studi di composizione con Marcello Abbado. Giovanissimo si è dedicato alla composizione, realizzando opere di musica classica contemporanea e d'avanguardia, tra le quali gli Undici Mikrologos per pianoforte con cui è stato premiato al "Premio Roberto Rossi" di Rovereto nel 1960. 
Trasferitosi da Bologna a Milano, nel 1961 ha iniziato l'attività di giornalista, collaborando come critico musicale con importanti riviste e quotidiani, facendosi portavoce del rinnovamento culturale che stava investendo la musica contemporanea e favorendone la fruizione da parte del pubblico. Ha curato due rubriche sul quotidiano Avanti!: "Microsolchi", dedicata alla presentazione delle novità discografiche e "Colonna Sonora", dedicata alla storia della musica nei film. Dal 1968 al 1975 è stato responsabile della sezione Spettacoli e inviato per Avanti!, recensendo i principali spettacoli di musica classica e operistica del nord Italia. Ha collaborato con la Radio Svizzera Italiana per il ciclo di trasmissioni "I suoni nel Contemporaneo", realizzando interviste radiofoniche a vari compositori, tra i quali Ennio Morricone, Giacomo Manzoni e Bruno Bettinelli.
Successivamente, ha realizzato due dettagliate e documentate opere sulla musica italiana del XVIII e XX secolo, raccolte in 6 volumi editi dalla casa editrice Bramante tra il 1978 e il 1985. Ha inoltre curato numerose voci lessicali e biografie per il Dizionario Enciclopedico Universale della Musica e dei Musicisti (DEUMM), curato da Alberto Basso e pubblicato in 22 volumi da UTET tra il 1983 e il 2005. 
Parallelamente all'attività critica e musicale, ha insegnato storia della musica prima al Conservatorio Luca Marenzio di Brescia (1965-1976) e poi al Conservatorio di Musica Giuseppe Verdi (1977-2003).
Nel 2010 ha donato gran parte della sua ricca raccolta libraria e musicale alla Biblioteca del Conservatorio Giuseppe Verdi di Como.

## Pubblicazioni

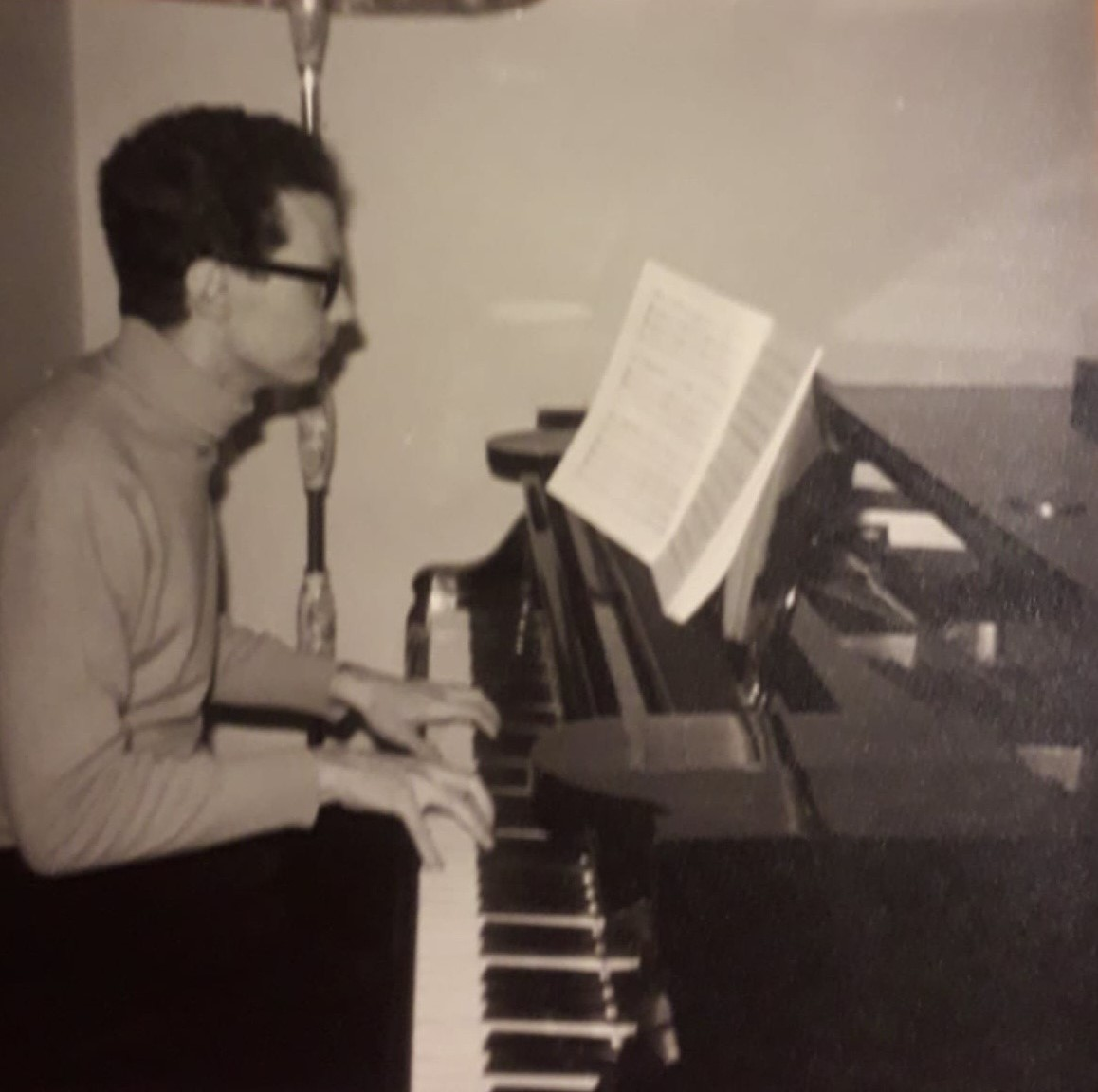
Roberto Zanetti negli anni '60

### Composizioni
- Fantasia su temi popolari sardi per pianoforte e orchestra, 1957
- Undici Mikrologos per pianoforte, Edizioni Curci, 1961, SBN LO10897778.
- Quartetto con pianoforte, 1962
- Microsonata per pianoforte, 1962

### Opere
- L’Istituto musicale Venturi di Brescia 1866-1966, a cura di Roberto Zanetti, Valerio Pappalardo e Mario Conter, Comune di Brescia, 1967, SBN LO10356999.
- Un secolo di musica a Brescia: il primo centenario della Società dei concerti, Nuove Edizioni, 1970, SBN LO10399053.
- I grandi musicisti del passato: Gioacchino Rossini, Ricordi, 1971, SBN SBL0378699.
- Come imparare a leggere la musica, autore Howard Shanet, apparato musicale integrato e adattato da Roberto Zanetti, Rizzoli, 1976, SBN UBO0120151.
- La musica italiana nel Settecento, 3 volumi, Bramante, 1978, SBN SBL0169786.
- La musica italiana nel Novecento, 3 volumi, Bramante, 1985, SBN CFI0024295.
- Armonia e invenzione: le forme musicali dell'età barocca, Mondadori, 1981, SBN SBL0303492.
- Mario Peragallo: musicista moderno 'con juicio', Rosetum, 1997, SBN LO10456504.
- SIMC: Storia della Società italiana di musica contemporanea dalla fondazione al 2001, Libreria Clup, 2004, SBN MIL0657498.